# 赫伯特·H·莱曼
赫伯特·亨利·莱曼（Herbert Henry Lehman，1878年3月28日—1963年12月5日），美国政治家，美国民主党成员，曾任纽约州副州长、纽约州州长、美国参议院议员和联合国善后救济总署总干事。
| 前任： 埃德温·科宁       | 纽约州副州长 1929年-1932年             | 繼任： M·威廉·布雷         |
| 前任： 富兰克林·D·罗斯福 | 纽约州州长 1933年-1942年               | 繼任： 查尔斯·波莱蒂       |
| 前任： 首任              | 联合国善后救济总署总干事 1943年-1946年 | 繼任： 菲奥雷洛·H·拉瓜迪亚 |